# Corpus paral·lel

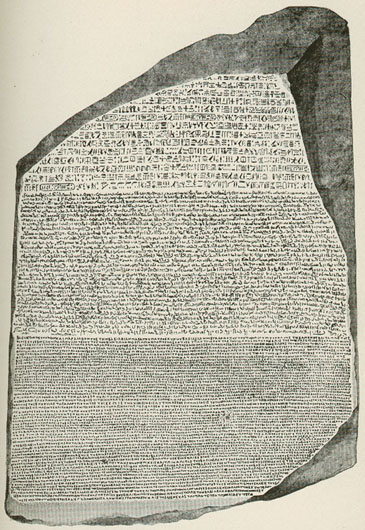
La pedra de Rosetta és un clar exemple gràcies a les versions del mateix text en jeroglífic, demòtic i grec antic.

Un corpus paral·lel és un text que apareix junt a les seves traduccions a altres llengües, és a dir un text bilingüe o multilingüe on es poden trobar les equivalències exactes entre cada fragment, vers o frase. L'àmbit on més s'usen és l'edició de clàssics, llibres sagrats o poesia, on la literalitat és important. També serveixen per aprendre idiomes, ja que es pot llegir el text de la llengua desconeguda amb els paral·lels immediats en la llengua ja apresa. En aquest sentit s'han emprat per desxifrar idiomes desconeguts, per exemple la Pedra de Rosetta contenia un corpus paral·lel que va permetre el desxiframent dels sistemes d'escriptura egipcis. Per acabar, s'usen per a la traducció automàtica.